# 高奴县
高奴县，中国古县名。
秦朝置，治所在今陕西省延安市东北延河北岸。属上郡。东汉末废。《史记·项羽本纪》：秦亡后，项羽王诸将相，“立董翳为翟王，王上郡，都高奴”，即此。 